# Hilbert van Dijk
Hilbert van Dijk (Kampen, 21 juni 1908  - Overveen, 16 juli 1944) was een verzetsman uit de Tweede Wereldoorlog, een leider van de LKP (Landelijke Knokploegen).

## Verzet
Hilbert werd geboren te kampen als zoon van bakker Lambert van Dijk en Aaltje de Vos. Hij ging in de leer bij zijn vader en werd banketbakker en kok. Hij huwde op 26 oktober 1933 te Kampen met slagersdochter Elisabeth Maria Blei. 
Van Dijk, ook bekend onder zijn schuilnaam 'Arie', begon in het najaar van 1940 zich bezig te houden met het verspreiden van illegaal drukwerk in Kampen. Vanaf medio 1942 bood hij ook hulp aan (Joodse) onderduikers en deed onder meer in IJsselmuiden mee aan overvalacties om distributiebonnen te bemachtigen.
In 1943 trad hij steeds meer op de voorgrond in het verzetswerk en kreeg hij een leidende en coördinerende positie, samen met Izak van der Horst, Liepke Scheepstra en Leen Valstar. In augustus werden de Landelijke Knokploegen opgericht.
In 1944 waren er tientallen knokploegen actief met meer dan 600 leden. Hilbert van Dijk dook onder in Amsterdam.

## Overval op het Huis van Bewaring
Met Johannes Post organiseerde hij de tweede overval op het Huis van Bewaring aan de Weteringschans te Amsterdam, in de nacht van 14 op 15 juli 1944. Het plan was om een aanzienlijk aantal gevangenen te bevrijden, onder anderen de uit Waterland afkomstige KP’ers Koen Rozendaal, Nico Jonk en Jan Wildschut. In totaal bevonden zich op dat moment 140 verzetslui in de gevangenis, van wie er 70 ter dood waren veroordeeld.
Ze kwamen in contact met een daar werkzame bewaker, de SS'er Jan Boogaard. Hij woonde met zijn moeder in de Kinkerstraat. Boogaard was bezorgd over zijn toekomst na de oorlog en beweerde met het verzet te willen samenwerken. Als teken van vertrouwen toonde hij op 10 juli 1944 aan de KP-leden een gedetailleerde kaart van de gevangenis. Wel stelde hij een onderduikadres en een paar duizend gulden als voorwaarde. Hij - en zijn moeder - zouden immers moeten onderduiken als er wordt ontdekt dat hij aan het verzet heeft meegewerkt. De samenwerking werd beklonken en de overval gepland op vrijdag 14 juli 1944. Boogaard zou verschillende deuren openen, zodat de ploeg via de binnenplaats toegang zou krijgen tot de Duitse afdeling van de gevangenis. 
Post en Van Dijk namen zelf niet aan de overval deel, omdat ze Boogaard en zijn moeder na afloop naar een onderduikadres moesten brengen vanuit het woonadres aan de Kinkerstraat.
Boogaard bleek echter een verrader en de overval mislukte. De groep werd opgewacht door de Sicherheitspolizei en op de binnenplaats van het complex vond een vuurgevecht plaats, waarbij de Duitsers met een machinegeweer te werk gingen. De groep baande zich een weg naar buiten en probeerde het Leidseplein en omgeving te bereiken.
Post en Van Dijk wachtten bij het huis aan de Kinkerstraat op Boogaard. Hij zou volgens de afspraak om 04.15 uur in een auto van de SD komen opdagen. Op het moment dat de auto de straat inreed waren Post en Van Dijk er nog van overtuigd dat alles goed is verlopen, maar toen Post op de wagen toeliep sprongen er verschillende Duitsers uit. Een van hen vroeg Post naar zijn naam en Van Dijk nam de benen. Willy Lages, het hoofd van de SD in de Euterpestraat, ging hem direct achterna. Post trok zijn revolver en wilde op Lages schieten, maar de andere SD'ers overmeesterden hem. Lages vond Van Dijk niet. Die was echter tijdens de achtervolging twee keer door kogels geraakt en liet een ernstig bloedspoor achter. Daarom kon hij niet naar zijn contactadres vluchten, omdat de SD het spoor zou kunnen volgen. Hij kroop in een willekeurige tuin in een duivenhok, waar hij meerdere malen het bewustzijn verliest. Maar toen de bewoners hem ontdekten belden ze de politie en verrieden hem. De SD'ers Friedrich Viebahn en Maarten Kuiper gingen naar het adres en namen de uitgeputte Van Dijk mee.
Ze wierpen hem - nog steeds bloedend - in een cel.

## Executie
De volgende dag, zondag 16 juli, vonden er verhoren plaats, maar niemand liet een woord los. Tegen de middag werden Post, Jan Niklaas Veldman, Willem Frederik Smit, Arie Stramrood en Jacques Stil bij elkaar op de gang verzameld in het hoofdkwartier van de SD aan de Euterpestraat. Aan de groep werden nog acht mannen toegevoegd, die betrokken zijn bij de aanslag op het bevolkingsregister in Amsterdam. Op brancards werden ook de gewonde Van Dijk en Cor ten Hoope aan de groep toegevoegd. Allemaal wisten ze wat deze voorbereidingen betekenden.
De gevangenen zijn naar het duingebied in Overveen vervoerd. Alle veertien mannen werden door de Duitsers doodgeschoten (Van Dijk nog op zijn brancard) en in een massagraf geworpen.
Van Dijk werd in 1945 herbegraven op de erebegraafplaats Overveen te Bloemendaal.